# Toblachi-tó
A Toblachi-tó (németül: Toblacher See vagy Toblachersee), vagy Dobbiacói-tó (olaszul: Lago di Dobbiaco) egy kis alpesi tó az észak-olaszországi Dolomitok peremén, Dél-Tirolban, Trentino-Alto Adige régióban, a Höhlenstein-völgy északi bejáratánál, Toblach (Dobbiaco) község közigazgatási területén. Két természetvédelmi terület, a Fanes-Sennes-Prags Natúrpark és a Drei Zinnen Natúrpark határán fekszik.

## Fekvése
A kis tó a dél-tiroli Höhlenstein-völgy északi kijáratának közelében, 1259 méter tengerszint feletti magasságban, Toblach (Dobbiaco) község közigazgatási területén, Új-Toblach (Neu-Toblach) településrész déli peremétől 1 km-re. A rajta délről észak felé átfolyó Rienz patak táplálja, biztosítja vízutánpótlását és lefolyását. Kerülete mintegy 4,5 kilométer, víztömegének térfogatát 286 000 m3-re becsülik.
A tó a Pragsi-Dolomitok csoportjához tartozó, 2254 méter magas Naßwand-hegy nyugatra néző falai alatt fekszik. A tóból észak felé kilépő Rienz patak a Toblachi-mező nevű síkságon át a Puster-völgyben folytatja útját. A környék két természetvédelmi terület határvidéke, nyugaton a Fanes-Sennes-Prags Natúrpark, keleten a Drei Zinnen Natúrpark szegélyezi. A völgyben az SS-51. számú főút halad (Strada delle Dolomiti).
A tó az őskorban keletkezett számos, egymást követő hegyomlás következtében, melyek a tó nyugati partján emelkedő sziklafalakról zúdultak le és elrekesztették a Rienz-patak völgyének egy részét. Eredeti formájában a tó több, egymástól elszigetelt kisebb tavacskából állt, melyek a hordalék mozgása során idővel egyesültek.
1983–87 között a tó medrében nagyobb szabású helyreállítási munkát végeztek, a tófenékről nagy mennyiségű hordalékot és szerves lerakódást távolítottak el, főleg a tó déli, pangó vizű felében. Azóta a helyi vízügyi hatóság a tavat rendszeresen felügyeli és ápolja, partjain a fölös vegetációt nyírják, metszik, a növényi uszadékot eltávolítják.

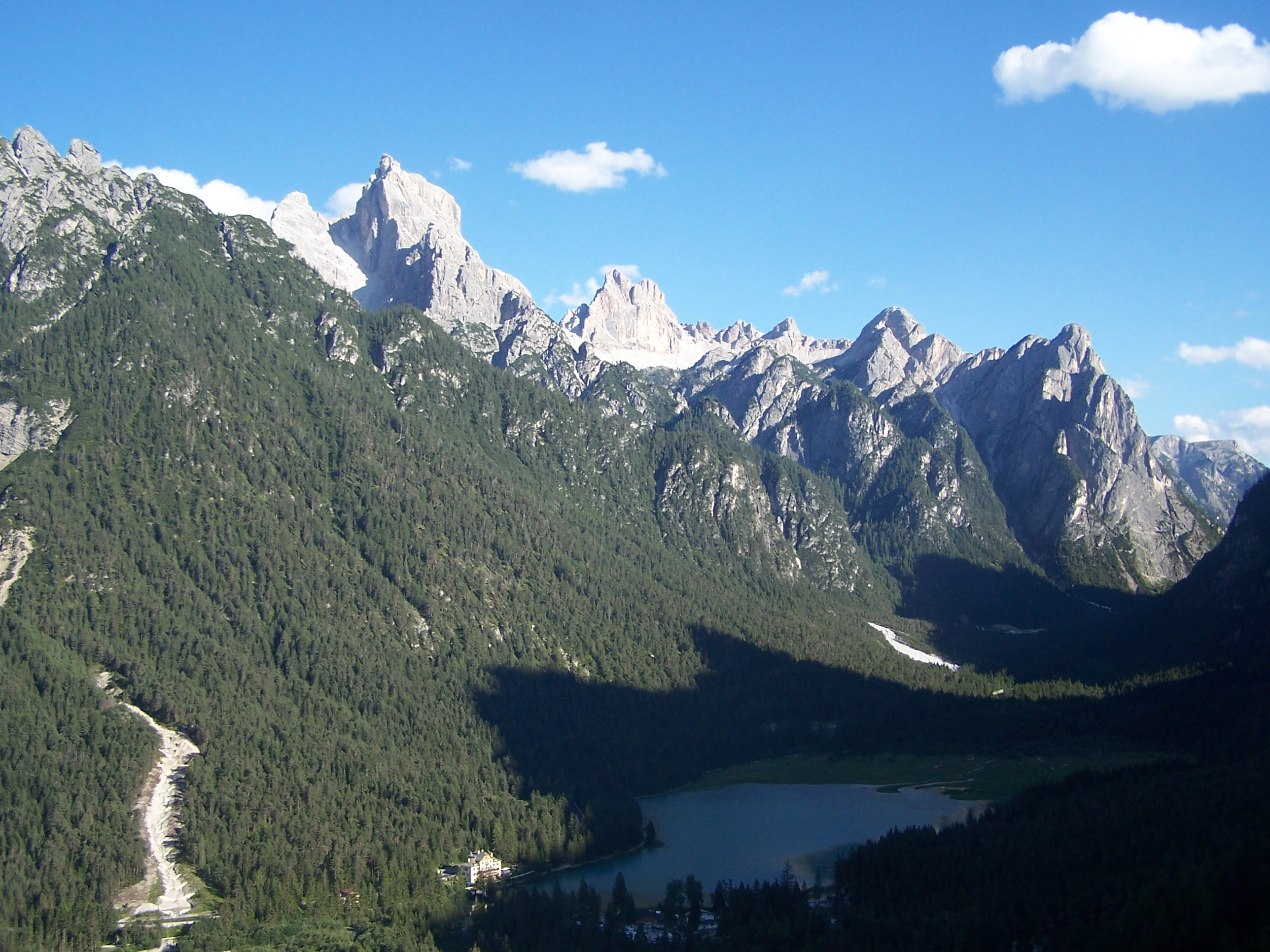
A tó délkelet felől. Háttérben a Haunold és a Naßwand
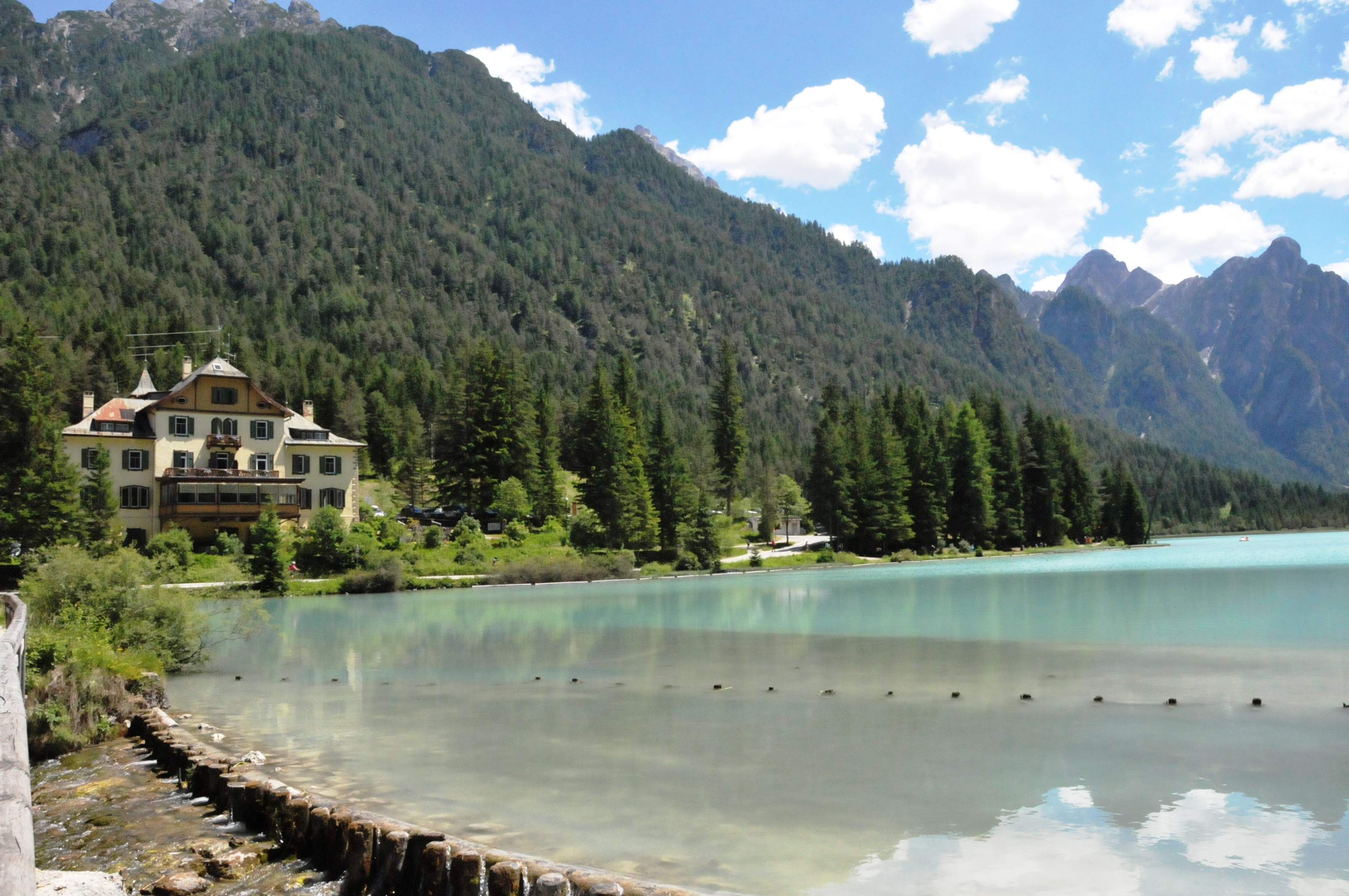
A Baur szálloda a tó északkeleti sarkában
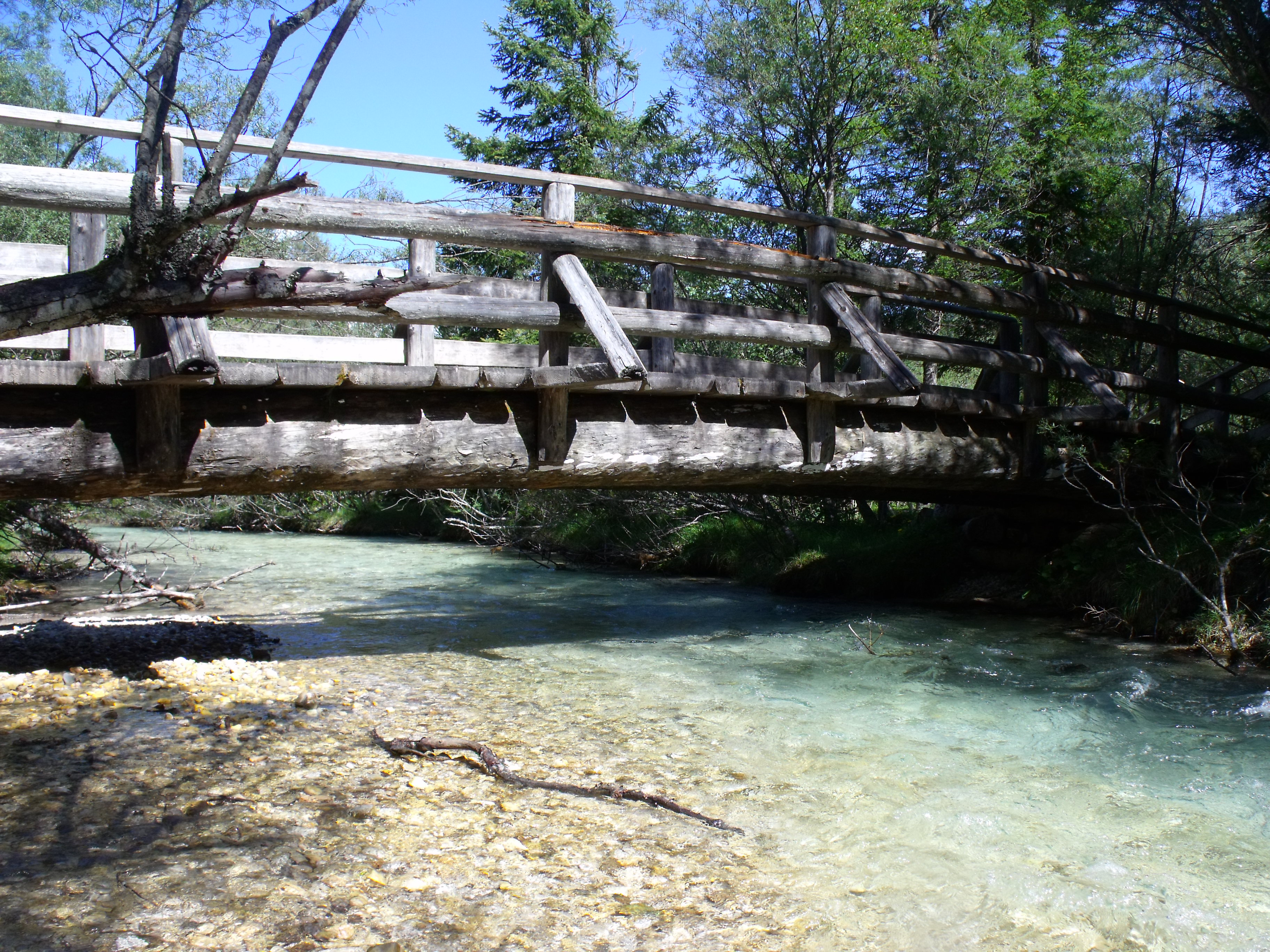
A tavat tápláló Rienz patak

## Kirándulás, sport
Toblach városhoz való közelsége miatt a tó népszerű kirándulóhely. A tó északi partján néhány étterem és egy kemping üzemel. Nyáron csónakázásra, vízibiciklizésre van mód. 2000 tavaszán a tó körül tanösvényt létesítettek, amely a környék állat- és növényvilágát, a hegyvidék geológiai formációit és természeti látnivalóit mutatja be. Végigjárásához kb. 2 óra szükséges. Hideg teleken a tó tükre teljesen befagy, ilyenkor korcsolyázásra és curling versenyekre van mód.

## Látnivalók
A tótól 3  km-re dél felé található az első világháborús Naßwandi katonatemető, a dél-tiroli német közösség által gondozott történelmi emlékhely, ahol a Osztrák–Magyar Monarchia számos katonája nyugszik, akik 1915–18 között az alpesi háború harcaiban a környéken estek el. A sírkereszteken magyar neveket is találunk.
A tó körül hegyoldalakban öt olasz katonai bunker (erődítmény) található, melyek 1939-ben Benito Mussolini utasítására, egy Németország felől várt támadás kivédésére épültek, a „Dél-tiroli Alpesi Fal” (Alpenwall in Südtirol / Vallo alpino in Alto Adige) elnevezésű kiterjedt erődrendszer részeként.

## Kapcsolódó információk
- Claudio Cima. I laghi delle dolomiti 2 (olasz nyelven). Edizioni Mediterranee (1996). ISBN 88-272-1091-1
- Südtiroler Seen. Toblacher See (német, olasz nyelven). Portal der Südtiroler Landesverwaltung. Landesagentur für Umwelt, Autonome Provinz Bozen-Südtirol. (Hozzáférés: 2018. április 27.)
- Toblacher See (német, olasz nyelven). Südtirolerland.it. (Hozzáférés: 2018. április 27.)